# Konrad Burgundski
Konrad Miroljubivi (o. 925 – 993.) bio je kralj Burgundije od 937. pa do svoje smrti. Bio je popularan i uistinu miroljubiv.

## Obitelj
Konrad je bio sin kralja Rudolfa II. Burgundskog i unuk Rudolfa I. Burgundskog.
Oženio se Matildom Francuskom s kojom je imao kćeri Bertu, Matildu i Gerbergu te sina Rudolfa III.
S drugom ženom Adelajdom, koju je oženio iz ljubavi, imao je kćer Gizelu, majku Gizele Bavarske.